# Aleš Hynek
Aleš Hynek (* 4. června 1968) je bývalý český fotbalista, obránce.

## Fotbalová kariéra
V české lize hrál za FC Švarc Benešov, SK Hradec Králové, FC Petra Drnovice a 1. FK Příbram. V lize nastoupil ve 123 utkáních a dal 4 góly. V Poháru vítězů pohárů nastoupil ve 4 utkáních a dal 1 gól.

## Ligová bilance
| Ročník                          | Zápasy | Góly | Klub              |
| ------------------------------- | ------ | ---- | ----------------- |
| 1. česká fotbalová liga 1994/95 | 6      | 0    | FC Švarc Benešov  |
| 1. česká fotbalová liga 1994/95 | 14     | 2    | SK Hradec Králové |
| 1. česká fotbalová liga 1995/96 | 25     | 0    | SK Hradec Králové |
| 1. česká fotbalová liga 1996/97 | 5      | 0    | SK Hradec Králové |
| 1. česká fotbalová liga 1996/97 | 18     | 1    | FC Petra Drnovice |
| 1. Gambrinus liga 1997/98       | 21     | 1    | FC Petra Drnovice |
| 1. Gambrinus liga 1998/99       | 22     | 0    | 1. FK Příbram     |
| 1. Gambrinus liga 1999/00       | 12     | 0    | 1. FK Příbram     |
| CELKEM                          | 123    | 4    |                   |